# Pflasterstein

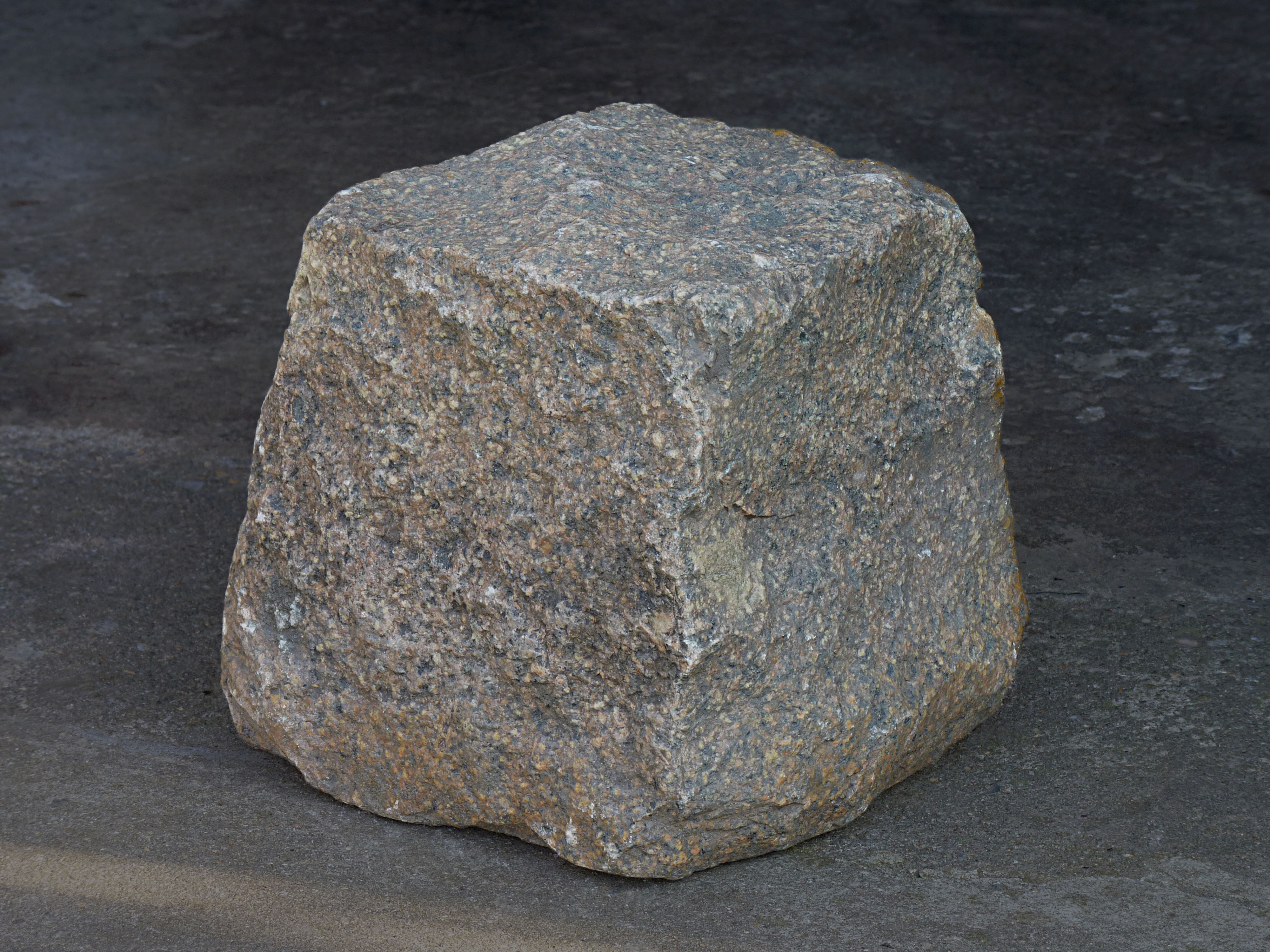
Pflasterstein mit Verjüngung von der Kopf- zur Satzfläche

Ein Pflasterstein ist ein Baustoff für Bodenbeläge zumeist im Außenraum. Aus Pflastersteinen wird eine Decke für Verkehrsflächen hergestellt, die man Pflaster nennt. Traditionell werden Pflastersteine ungebunden verlegt, also ohne Mörtel in den Fugen.
Ein Pflasterstein für Natursteinpflaster ist ein gewöhnlich quaderförmiger Naturwerkstein, der zumeist aus Granit, Granodiorit, Gneis, Rhyolithe, Basalt, Grauwacke und geeignete Sandsteine sowie Marmor und Kalkstein besteht. In der Europäischen Union gibt es genormte Größen nach EN 1342. Als historische Formen treten auch Kieselsteine, Lesesteine oder hochkant gestellte plattige Stücke als Pflasterung auf.
Pflastersteine aus Ziegel oder Klinker wurden früher häufig verlegt, wenn keine natürlichen Vorkommen in der Nähe waren. Sie sind maßhaltiger, aber ihr Verschleißwiderstand ist geringer als der von gebräuchlichen Natursteinen. Heute werden Kunststeinpflaster häufig aus Betonsteinen gebaut, die sich als Normteile aus mehreren Schichten fertigen lassen.

## Anwendungsgebiete
Während Pflastersteine früher auch im Straßenbau zu den gängigen Baustoffen zählten, werden sie heute überwiegend im Privatbereich wie etwa für Garagenzufahren, Hofeinfahrten, Gartenwege und Terrassen oder für historische, meist denkmalgeschützte Siedlungsbereiche verwendet.

## Trivia
Lebkuchen oder Pfeffernüsse in halbkugeliger oder quaderförmiger Gestalt werden manchmal scherzhaft Pflastersteine genannt. Es gibt Bezeichnungen für lokale Varianten wie etwa Pulsnitzer Pflastersteine.